# 滝澤秀次郎
滝澤 秀次郎（たきざわ ひでじろう、1950年 - ）は、日本の厚生労働技官、医師。環境省環境保健部長や、日本医師会事務局長を務めた。

## 人物・経歴
長野県出身。1976年東京医科歯科大学医学部卒業、東京医科歯科大学第一内科学教室入局。厚生省公衆衛生局結核成人病課課長補佐、三重県保健環境部長、厚生省保健医療局結核感染症課長、神奈川県衛生部長、厚生労働省健康局国立病院部政策医療課長、環境省総合環境政策局環境保健部長などを経て、2006年から2019年まで公益社団法人日本医師会事務局長を務めた。公益財団法人日本医療保険事務協会理事長、一般社団法人日本健康ライフデザイン機構名誉相談役、公益財団法人東洋療法研修試験財団評議員、全国アスベスト適正処理協議会副会長、公益財団法人大原記念労働科学研究所評議員等も歴任。2021年春の叙勲で瑞宝中綬章受章。